# Werner Hardmo
Werner Hardmo (födelsenamn Werner Pettersson), född den 25 mars 1917 i Hardemo, Kumla kommun, död den 16 september 2010 i Kumla, var en svensk gångare.

## Biografi
Hardmo började tävla i gång som sjuttonåring och år 1940 blev han trea i SM, år 1941 tvåa och han blev SM-vinnare under åren 1942–1945. Under åren 1942–1945 satte Hardmo 22 världsrekord på kortdistans och hans rekord på 5 000 meter år 1945 stod sig fram till 1972, och rekordet på 10 000 meter stod sig under åren 1945 till 1958. Hardmo segrade 91 gånger i rad. Efter 1945 nådde han inte upp till den tidigare toppformen, men han deltog i OS i London år 1948, där han dock diskvalificerades på grund av oren gång.
Hardmo tilldelades Svenska Gångförbundets hederstecken år 1943. Hans personbästa, satta år 1945, var 3 000 meter på 11.51,8, 5 000 meter på 20.26,8 och 10 000 meter på 42.31,6. Hardmo är den svensk som satt flest av Internationella friidrottsförbundet godkända världsrekord genom tiderna.